# Moments (Tove Lo)
Moments è un singolo della cantante svedese Tove Lo, il quarto estratto dall'album in studio Queen of the Clouds e pubblicato il 27 ottobre 2015 negli Stati Uniti.